# Blue Moon (bière)
Pour les articles homonymes, voir Blue Moon.
Blue Moon Belgian White est une bière blanche de style belge qui est produite par MillerCoors sous le nom de Blue Moon Brewing Co. Elle a été lancée en 1995 et a été brassée au début à Golden, au Colorado.

## Origine
À l'origine elle s'appelle Bellyslide Belgian White, et elle est créée par un brasseur de la Brasserie Sandlot à Coors Field à Denver. La Blue Moon est brassée à la brasserie de Molson qui se situe à Longueuil au Québec, et est vendue aux États-Unis et exportée vers l'Europe.

## La brasserie
La brasserie Blue Moon ouvre ses portes au printemps de l'année 1995.
Située aux abords d'un stade de Baseball, la première clientèle de cette brasserie sont les fans se rendant au stade.
Depuis lors ils ont produit plusieurs bières, dans les environs de 3 200 lots, selon leur journal de bord.